# 張國華 (1956年)
張國華（葡萄牙語：Cheong Kuoc Vá，1956年2月1日—），警務總監，前澳門特別行政區保安司司長。

## 生平

### 出身及學歷
張國華於1956年2月在澳門出生，其家族三代皆有成員從事警務工作，畢業於澳門粵華中學，立法議員吳國昌及陳偉智同為他的同學。及後完成了澳門保安部隊高等學校的「指揮及領導課程」。

### 仕途
張國華1975年9月正式加入澳門治安警察局工作，於1995年及1997年分別晉升為副警務總長及警務總長，1998年晉升為副警務總監，及後再晉升為警務總監，并曾四度獲公開嘉獎，並於1993年獲頒發專業勳章。自1999年12月20日起，正式出任澳門特別行政區保安司司長一職。2004年12月4日再被任命為特區第二屆政府保安司司長，2009年再被任命為特區第三屆政府保安司司長，並於 2015年12月獲頒發金蓮花勲章，為澳門特別行政區政府主要官員之一。 